# الأرطاوي الجديد (الدوادمي)
الأرطاوي الجديد، هي قرية من فئة (أ) تقع في محافظة الدوادمي، والتابعة لمنطقة الرياض في السعودية. وتبعد الأرطاوي الجديد عن محافظة الدوادمي بمسافة تقارب () كم.